# Bandera de Renania del Norte-Westfalia

Bandera de Estado de Renania del Norte-Westfalia (Landesdienstflagge); adoptada en 1953; proporción 3:5 (o 1:2).

La bandera de Renania del Norte-Westfalia es una bandera horizontal tricolor: verde, blanco y rojo, desde arriba para abajo.
Después de crearse Renania del Norte-Westfalia en 1946, la bandera empezó a utilizarse a partir de 1948, aunque ésta no se hizo oficial hasta 1953. La bandera tricolor plana es la bandera civil del Estado. Las autoridades del gobierno usan la bandera estatal (de nombre Landesdienstflagge) que incluye el escudo del Estado.
La bandera es el resultado de la "combinación" de otras dos banderas, la de Renania y la de Westfalia. La de Renania era verde con blanco, y la de Westfalia era blanca con rojo.
La misma bandera fue utilizada por la República Renana y por la República Cisrenana.

## Visión de conjunto
La bandera es una combinación de las dos provincias antiguas de Prusia que componen la mayor parte del Estado: la provincia del Renania y Westfalia. La bandera del estado puede ser fácilmente confundido con una bandera desteñida de Hungría, así como la antigua bandera nacional de Irán (1964-1980). La misma bandera fue utilizada por la República Renana (1923-1924) como un símbolo de la independencia y la libertad.

## Banderas similares

Bandera de Hungría
Bandera de Irán